# Oldjaïtou
Oldjaïtou ou Uljaytu (mongol : ᠦᠯᠵᠡᠢᠲᠦ
ᠺᠬᠠᠨ, cyrillique : Өлзийт Хаан, MNS : Ölziït Khaan), aussi connu sous le nom persan de Muhammad Khodabandeh (persan : محمد خدابنده - اولجایتو khodābandeh signifie « serviteur de Dieu »), né en 1280, mort le 16 décembre 1316, était un prince mongol descendant de Gengis Khan, membre de la dynastie des Houlagides, et le huitième il khan de Perse de 1304 à sa mort. Son nom Ölziit signifie « béni » en langue mongole.
Les Grands Khans des Mongols sont alors les empereurs de Chine Kubilai Khan (r. 1260-1294), fils de Tolui, et Temur Khan (r. 1294-1316), petit-fils de Kubilai.

## Biographie

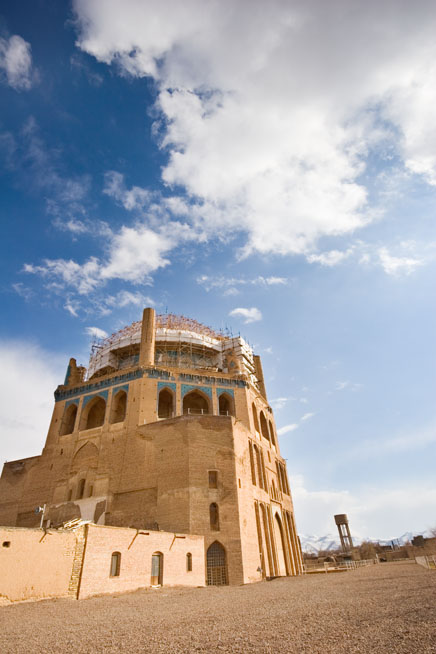
Le dôme de Soltaniyeh et ses 6 minarets en cours de restauration par l'ICHO.

Oldjaïtou, fils du quatrième ilkhan Arghoun, est l'arrière-petit-fils d'Houlagou Khan, fondateur de la dynastie, petit-fils de Gengis Khan par Tolui. La mère d'Oldjaïtou est la princesse nestorienne Ourouk Khatun ; elle le fait baptiser sous le nom de Nikolya (Nicolas), en honneur au Pape Nicolas IV,. Durant sa jeunesse, il se convertit au bouddhisme et plus tard à l'islam sunnite avec son frère Ghazan. Par la suite, il finira par se convertir à l'islam chiite en entrant en contact avec des savants chiites, bien qu'une autre source indique qu'il se soit converti au chiisme par l'influence de sa femme.
Après avoir succédé à son frère Ghazan, Oldjaïtou fut influencé par les théologiens chiites Al-Hilli et Al Bahrani. En l'année 1306, Oldjaïtou ériga la ville de Sultaniya dont le dôme de Soltaniyeh constitue un des édifices les plus remarquable e cette période. À la mort du savant Al-Hilli, il fait transporter les restes de son professeur de Bagdad à un mausolée en forme de dogme construit à Sultaniya. En 1310, lors d'un conflit entre hanafites et chaféites, Oldjaïtou, aliéné par cette fraction, fait de ces deux sectes des chiites, déclarant que la véritable version de l'islam est le chiisme.
Sous son règne, l'islam chiite est reconnu comme religion officielle de la Perse.
Il meurt le 16 décembre 1316 à Sultaniya, près de Zanjan, après un règne de douze ans et neuf mois. Peu après sa mort, son conseiller Rashid al-Din est accusé d'avoir causé sa mort par empoisonnement, il sera exécuté. Le fils d'Oldjaïtou, Abu Saïd lui succédera. Son magnifique mausolée situé à Sultaniya reste l'un des monuments les plus emblématiques de la Perse Ilkhanide.

## Relations extérieures

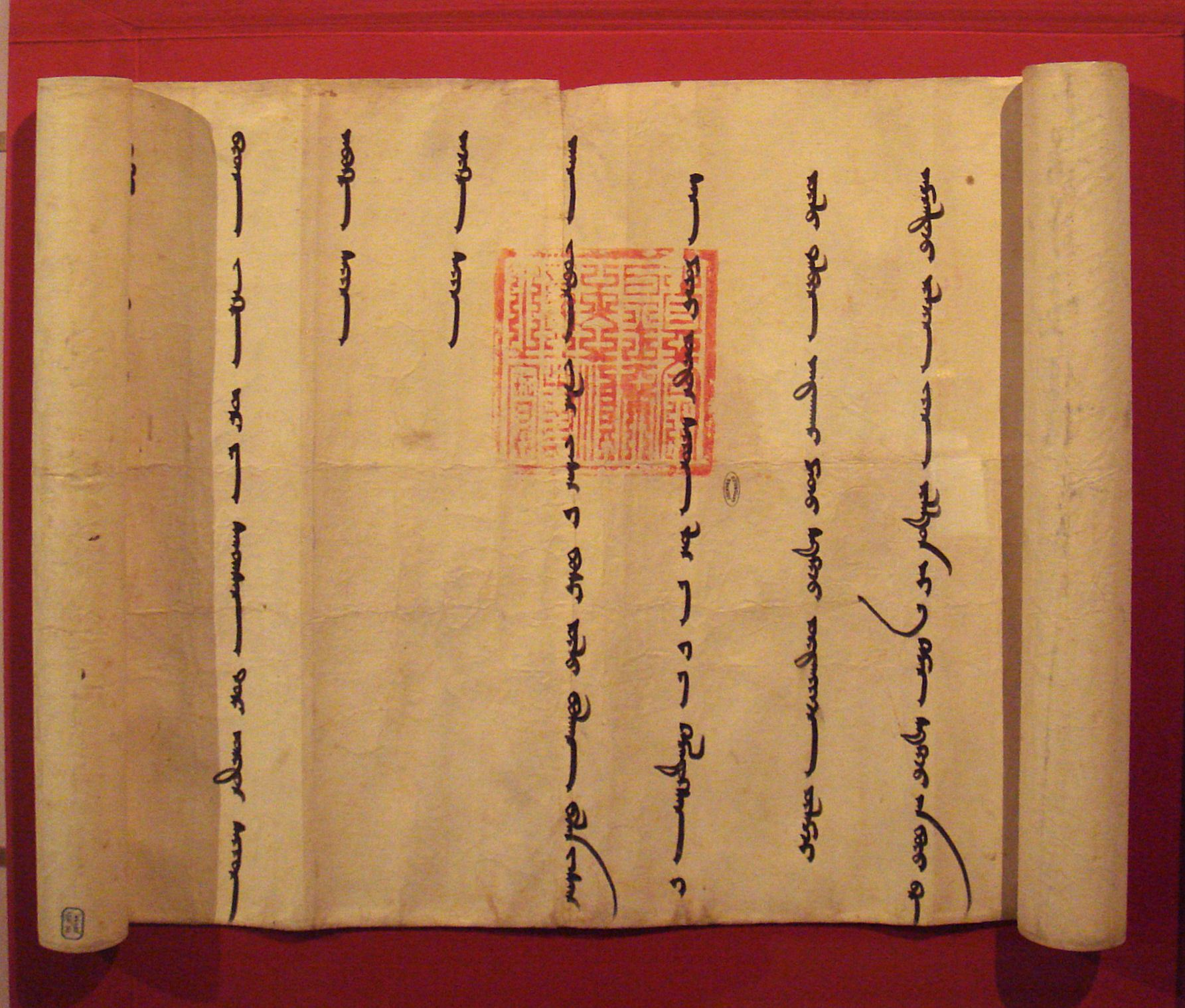
Lettre d'Oldjaïtou à Philippe IV le Bel, 1305. En écriture mongole classique, avec le sceau chinois du Grand Khan en Dörböljin Bichig. L'énorme rouleau mesure.

### Alliance militaire
Pour contrer l'influence des Mamelouks, les Ilkhans n'hésitaient pas à faire des alliances avec les puissances extérieures aussi bien mongoles que chrétiennes, quand bien même Oldjaïtou et son empire s'étaient convertis à l'islam.

### Lettre de 1305 au Roi de France

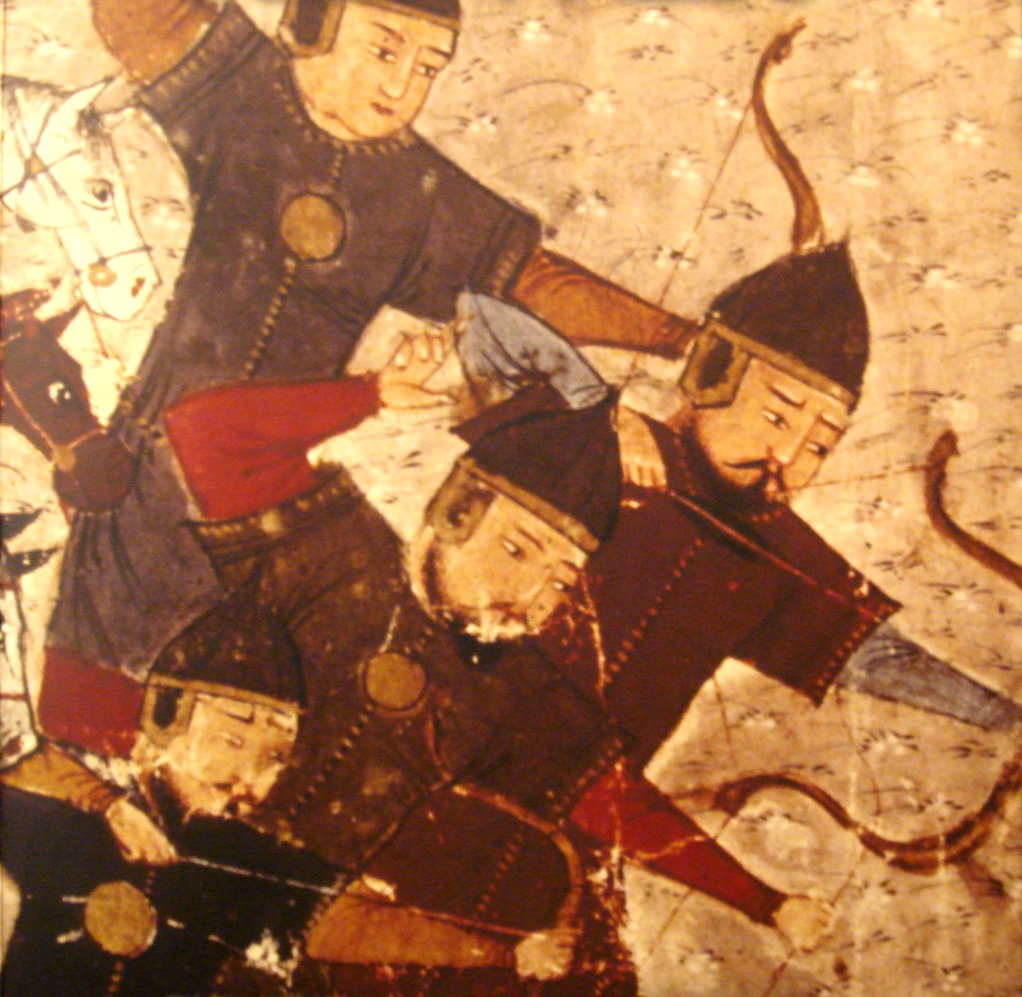
Soldats Mongols de l'époque d'Oldjaïtou, du Jamil al-tawarikh de Rashid al-Din, 1305-1306.

En 1305, Oldjaïtou écrit à Philippe IV le Bel par l'intermédiaire de son ambassadeur Buscarello de Ghizolfi, une lettre visant à l'établissement de relations amicales et à l'alliance contre les mamelouks. La lettre adressée à Philippe IV est une réponse à la promesse faite par le Roi de France d'envoyer une armée au secours de l'Ilkhanat au cas où ce dernier entreprendrait une guerre contre les Mamelouks.
Voici ce qu'Oldjaïtou s'est proposé en écrivant sa lettre à Philippe IV:

#### Premier point
Faire savoir au Roi de France et aux autres princes chrétiens d'Occident qu'il a l'intention de continuer les bonnes relations qu'ont eues avec eux ses prédécesseurs, que, dans sa politique extérieure, il se conformera aux règles qu'ont suivies ces derniers et qu'il respectera les conventions existantes.

#### Deuxième point
Annoncer la réconciliation des princes gengiskhanides, laquelle a mis fin à la guerre intestine qui avait duré quarante cinq ans, et la résolution prise par ces mêmes princes de s'opposer par une action commune à tous ceux qui voudraient troubler la paix.

#### Troisième point
Informer le Roi de France que l'ambassade qu'il lui envoie sous la conduite de Mamalay et Toman a pour but de manifester ce désir de continuer les relations amicales avec l'Occident qui existait du temps de ses ancêtres et de son frère ainé Ghazan.
Avant de finir sa lettre, Oldjaïtou souligne le fait qu'il est agréable d'apprendre que les « Sultans des francs » s'entendent bien entre eux, et se permet d'ajouter :
« Maintenant quant à ceux qui ne s'accorderont pas, soit avec nous, soit avec vous, que le Ciel décide de la manière dont, dans la force du Ciel, tous ensemble contre eux nous liguant, nous nous dresserons. » — Extrait de la lettre d'Oldjaïtou au Roi de France Philippe IV le Bel. Les Lettres de 1289 et 1305 des ilkhan Aryun et Oljeitu a Phillipe le Bel.
Cette demande montre surtout le désir d'Oldjaïtou d'amener Philippe IV le Bel à entreprendre de concert avec lui une action commune contre l'Égypte des Mamelouks, plutôt qu'une réelle consolidation d'une paix universelle.

### Opération militaire de 1308
L'empereur Byzantin Andronic II décida de donner sa fille en mariage à Oldjaïtou en échange d'une assistance militaire contre l'avancée de l'Empire Ottoman. En 1305, Oldjaïtou lui promit 40 000 hommes. En 1308, il lui envoya 30 000 hommes récupérer de nombreuses villes Byzantines en Bithynie, l'armée ilkhanide écrasera même un détachement du sultan Osman Ier.

### Dernière opération contre les Mamelouks
Oldjaïtou lança une dernière campagne contre les Mamelouks, opération qui échoua même si les Ilkhanides arrivèrent à prendre brièvement Damas. Un traité sera finalement signé en 1323, le Traité d'Alep, qui mettra fin à la guerre entre le Sultanat mamelouk du Caire et l'Ilkhanat de Perse.

## Famille

### Epouses et descendance
Öljaitü avait treize épouses dont sont issus 9 enfants, mais un seul fils et une fille survivront :
1. Terjughan Khatun, fille de Lagzi Güregen (fils d'Arghun Aqa) et Baba Khatun
  - Dowlandi Khatun (morte en 1314) mariée le 30 septembre 1305 à Amir Chupan
2. Eltuzmish Khatun (m. 1296, morte le 10 octobre 1308, enterrée au Dôme de Sultaniyeh), fille de Qutlugh Timur Kurkan du Khongirad, sœur de Taraqai Kurkan (veuve d'Abaqa Khan et auparavant celle de Gaykhatu Khan);
  - Bastam (1297-15 octobre 1309) - épousa Uljay Qutlugh Khatun le 12 janvier 1305 (du nom de Bayazid Bastami)
  - Bayazid (1300-19 avril 1308) (du nom de Bayazid Bastami)
  - Muhammad Tayfur (né le 3 décembre 1306) (du nom de Bayazid Bastami)
  - Sati Beg Khatun - avec Eltuzmish Khatun, marié d'abord le 6 septembre 1319 à Amir Chupan, marié ensuite en 1336 à Arpa Ke'un, marié en troisième lieu en 1339 à Suleiman Khan ;
3. Hajji Khatun, fille de Chichak, fils de Sulamish et Todogaj Khatun ;
  - Abu Sa'id Bahadur Khan
4. Qutlughshah Khatun (fiancée le 18 mars 1305, m. le 20 juin 1305), fille d'Irinjin et de Konchak Khatun ;
  - Sultan Khatun
5. Bulughan Khatun Khurasani (m. 23 juin 1305, morte le 5 janvier 1310 à Bagdad), fille de Tasu et Mangli Tegin Khatun (veuve de Ghazan Khan)
6. Kunjuskab Khatun (m. 1305), fille de Shadi Kurkan et Orqudaq Khatun (veuve de Ghazan Khan)
7. Oljatai Khatun (m. 1306, morte le 4 octobre 1315) - sœur de Hajji Khatun (veuve d'Arghun Khan)
  - Abu'l Khayr (né en 1305, mort en bas âge, enterré à côté de Ghazan à Shanb Ghazan)
8. Soyurghatmish Khatun, fille d'Amir Husayn Jalayir et sœur de Hasan Buzurg ;
9. Qongtai Khatun, fille de Timur Kurkan ;
10. Dunya Khatun, fille d'al-Malik al-Malik Najm ad-Din Ghazi, souverain de Mardin ;
11. Adil Shah Khatun, fille d'Amir Sartaq, l'amir-ordu de Bulughan Khatun Buzurg[14] ;
  - Sulayman Shah (mort le 10 août 1310)
12. Despina Khatun, fille d'Andronikos II Paléologue[15] ;
13. Tugha Khatun, une dame accusée d'avoir une liaison avec Demasq Kaja[16].

Öljaitü aurait également eu un fils supplémentaire, Ilchi, qui était considéré comme l'ancêtre des dynasties Arghun et Tarkhan d'Afghanistan et d'Inde.